# 矢澤海人

矢澤 海人（やざわ かいと、2001年10月12日 - ）は、日本のプロバスケットボール選手。神奈川県出身。日本とアメリカとのハーフで英名はDarryl Williams Jr.（ダリル・ウィリアムズ・ジュニア）。ポジションはシューティングガード。

## 来歴

### プロ入りまで
神奈川県出身。
小学校は鶴久保M.B.C。
中学校はYokosuka Middle School。
高校はNile C. Kinnick High School。
中学・高校ともに1級上にはケドリック・ストックマン・ジュニアがいる。
大学はMary Baldwin Universityとなる。

### しながわシティ時代（2024-25）
2024-25シーズン
しながわシティに入団し、Bリーグ選手となる。
2024年10月5日の岩手戦に初出場。2024年10月18日の金沢戦にてプロ初得点を記録した。
2025年4月30日、契約満了が発表された。

## 個人成績
| シーズン   | チーム | GP | GS | MPG  | FG%   | 3P%   | FT%     | RPG  | APG  | SPG  | BPG  | TO   | PPG  |
| ---------- | ------ | -- | -- | ---- | ----- | ----- | ------- | ---- | ---- | ---- | ---- | ---- | ---- |
| B3 2024-25 | 品川   | 6  | 0  | 1.50 | 33.3% | 50.0% | #DIV/0! | 0.00 | 0.00 | 0.00 | 0.00 | 0.00 | 0.50 |

## 人物

### 趣味
筋トレ